# Accused
Accused er en amerikansk stumfilm fra 1925 instrueret af Dell Henderson.

## Medvirkende
- Marcella Daly som Helen
- Eric Mayne som Cyrus Braidwood
- Charles Delaney som Steve Randall
- Charles K. Gerrard som Lait Rodman
- Miss DuPont som Rose Bailey
- Sheldon Lewis som Bull McLeod
- Spottiswoode Aitken